# Hello My Love
Hello My Love è un film sudcoreano del 2009 diretto da Kim Aaron.

## Trama
Kim Ho-jeong scopre che il suo fidanzato, Yoo Won-jae, il quale ha appena fatto ritorno in Corea dalla Francia, si è innamorato di un altro ragazzo. La ragazza dovrà lottare per riconquistare il suo amore.